# Martijn Wydaeghe
Martijn Wydaeghe, (Izegem, Provincia de Flandes Occidental, Bélgica; 1 de septiembre de 1992) es un copiloto belga de rally que compite en el Campeonato Mundial de Rally de la FIA.

## Trayectoria
Martijn Wydaeghe hizo su debut en el Campeonato Mundial de Rally copilotando a su compatriota Philip Cracco en el Rally de Francia - Alsacia. En Alsacia la duplá belga terminó en la 22.º posición.
En 2017, Wydaeghe tuvo la oportunidad de pilotar por primera vez para un equipo oficial al pilotar para el Hyundai Motorsport N. Copiloto al neerlandés Kevin Abbring en el Rally de Montecarlo y al coreano Chewon Lim en el Rally de Alemania.
En 2019, Wydaeghe copiloto para Guillaume De Mévius en el WRC-2. Copiloto a De Mévius en siete rallyes, logrando su mejor resultado en el Rally de Cerdeña en donde la pareja belga terminó en la sexta posición en la categoría.
Tras la abrupta separación entre Thierry Neuville y Nicolas Gilsoul, Wydaeghe fue escogido por Neuville para ser su copiloto en el Rally de Montecarlo. En su primer rallye juntos y a pesar de los problemas en la comunicación por sus diferentes acentos ambos lograrón terminar en la tercera posición. Después de este rallye, Wydaeghe fue confirmado para el siguiente rallye de la temporada, el Rally del Ártico. Luego de este rallye en el cual terminaron nuevamente terceros, se conoció que Wydaeghe estabá tomando clases se francés para poder leer perfectamente las notas a Neuville. El primer éxito de la duplá Neuville-Wydaeghe se dio en su rallye de casa, el Rally de Ypres. En el debut mundialista de la prueba la duplá local ganó en la que se convirtió en la primera victoria de Wydaeghe en el WRC. Su segundo triunfo de la temporada llegó en la penúltima prueba de la temporada en el Rally Cataluña.
En diciembre de 2021, mientras realizaban las pruebas del nuevo Hyundai i20 N Rally1 en Francia tuvieron un accidente en el cual debido a la alta velocidad salieron disparados de la ruta y cayerón aterrizando sobre un río helado. Neuville no se hizo daño mientras que Wydaeghe sufrió de una lesión en su clavícula de la cual fue intervenido y pudo llegar a tiempo para el inicio de temporada en Montecarlo.

## Palmarés

### Títulos
| Año  | Título                   | Automóvil            | Piloto           |
| ---- | ------------------------ | -------------------- | ---------------- |
| 2024 | Campeón Mundial de Rally | Hyundai i20 N Rally1 | Thierry Neuville |

### Victorias en WRC
| # | Rally                                    | Temp. | Piloto           | Auto                  |
| - | ---------------------------------------- | ----- | ---------------- | --------------------- |
| 1 | 56. Renties Ypres Rally Belgium          | 2021  | Thierry Neuville | Hyundai i20 Coupe WRC |
| 2 | 56° RACC Rally Catalunya — Costa Daurada | 2021  | Thierry Neuville | Hyundai i20 Coupe WRC |
| 3 | 66. EKO Acropolis Rally Greece           | 2022  | Thierry Neuville | Hyundai i20 N Rally1  |
| 4 | 7th FORUM8 Rally Japan                   | 2022  | Thierry Neuville | Hyundai i20 N Rally1  |
| 5 | 20.º Rally d'Italia Sardegna             | 2023  | Thierry Neuville | Hyundai i20 N Rally1  |
| 6 | 1. Central European Rally                | 2023  | Thierry Neuville | Hyundai i20 N Rally1  |
| 7 | 92ème Rallye Automobile Monte-Carlo      | 2024  | Thierry Neuville | Hyundai i20 N Rally1  |
| 8 | 68. EKO Acropolis Rally of Gods          | 2024  | Thierry Neuville | Hyundai i20 N Rally1  |

## Resultados

### Campeonato Mundial de Rally
| Año  | Equipo                  | Automóvil             | 1       | 2      | 3     | 4      | 5      | 6       | 7       | 8      | 9       | 10      | 11     | 12      | 13     | 14    | Pos. | Puntos |
| ---- | ----------------------- | --------------------- | ------- | ------ | ----- | ------ | ------ | ------- | ------- | ------ | ------- | ------- | ------ | ------- | ------ | ----- | ---- | ------ |
| 2013 | Philip Cracco           | Ford Fiesta R5        | MON     | SWE    | MEX   | POR    | ARG    | GRE     | ITA     | FIN    | GER     | AUS     | FRA 22 | ESP     | GBR    |       | -    | 0      |
| 2014 | Autostal Duindistel     | Ford Fiesta R2        | MON     | SWE    | MEX   | POR    | ARG    | ITA     | POL     | FIN    | GER Ret | AUS     | FRA    | ESP     | GBR    |       | -    | 0      |
| 2015 | Mats van den Brand      | Ford Fiesta R2T       | MON     | SWE    | MEX   | ARG    | POR 50 | ITA     | POL Ret | FIN 53 | GER 31  | AUS     | FRA    | ESP Ret | GBR    |       | -    | 0      |
| 2016 | Chewon Lim              | Opel Adam R2          | MON     | SWE    | MEX   | ARG    | POR    | ITA     | POL     | FIN    | GER Ret | CHN C   | FRA    | ESP     | GBR    | AUS   | -    | 0      |
| 2017 | Hyundai Motorsport N    | Hyundai i20 R5        | MON 31  | SWE    | MEX   | FRA    | ARG    | POR     | ITA     | POL    | FIN     | GER 22  | ESP    | GBR     | AUS    |       | -    | 0      |
| 2018 | Tamara Molinaro         | Ford Fiesta R5        | MON     | SWE 35 | MEX   | FRA    | ARG    | POR     | ITA     | FIN    | GER     | TUR     | GBR    | ESP     | AUS    |       | -    | 0      |
| 2019 | Guillaume De Mévius     | Citroën C3 R5         | MON Ret | SWE    | MEX   | FRA 19 | ARG    | CHL     | POR 17  | ITA 34 | FIN     | GER 35  | TUR    | GBR 34  | ESP 20 | AUS C | -    | 0      |
| 2021 | Hyundai Shell Mobis WRT | Hyundai i20 Coupe WRC | MON 3   | ART 3  | CRO 3 | POR 36 | ITA 3  | SAF Ret | EST 3   | BEL 1  | GRE 8   | FIN Ret | ESP 1  | MNZ 4   |        |       | 3.º  | 176    |
| 2022 | Hyundai Shell Mobis WRT | Hyundai i20 N Rally1  | MON 6   | SWE 2  | CRO 3 | POR 5  | ITA 41 | SAF 5   | EST 4   | FIN 5  | BEL 20  | GRE 1   | NZL 4  | ESP 2   | JPN 1  |       | 3.º  | 193    |
| 2023 | Hyundai Shell Mobis WRT | Hyundai i20 N Rally1  | MON 3   | SWE 3  | MEX 2 | CRO 33 | POR 5  | ITA 1   | SAF DSQ | EST 2  | FIN 2   | GRE 20  | CHL 2  | EUR 1   | JPN 13 |       | 3.º  | 189    |
| 2024 | Hyundai Shell Mobis WRT | Hyundai i20 N Rally1  | MON 1   | SWE 4  | SAF 5 | CRO 3  | POR 3  | ITA 41  | POL 4   | LAT 8  | FIN 2   | GRE 1   | CHL 4  | EUR 3   | JPN 6  |       | 1.º  | 242    |
| 2025 | Hyundai Shell Mobis WRT | Hyundai i20 N Rally1  | MON 6   | SWE 3  | SAF 3 | ESP 7  | POR    | ITA     | GRE     | EST    | FIN     | PAR     | CHL    | EUR     | JPN    | SAU   | 3.º  | 59     |

### WRC-2
| Año  | Equipo              | Automóvil     | 1       | 2   | 3   | 4     | 5   | 6   | 7     | 8     | 9   | 10     | 11  | 12    | 13    | 14    | Pos. | Puntos |
| ---- | ------------------- | ------------- | ------- | --- | --- | ----- | --- | --- | ----- | ----- | --- | ------ | --- | ----- | ----- | ----- | ---- | ------ |
| 2019 | Guillaume De Mévius | Citroën C3 R5 | MON Ret | SWE | MEX | FRA 7 | ARG | CHL | POR 9 | ITA 6 | FIN | GER 10 | TUR | GBR 9 | ESP 8 | AUS C | 23.º | 23     |